# Aplidium hortulus
Aplidium hortulus är en sjöpungsart som beskrevs av Enrico Adelelmo Brunetti 2007. Aplidium hortulus ingår i släktet Aplidium och familjen klumpsjöpungar. Inga underarter finns listade i Catalogue of Life.